# Неономикон
«Неономикон» (англ. Neonomicon) — ограниченная серия комиксов из четырёх выпусков Алана Мура (сценарий) и Джейсена Барроуза (графика), выходивший в издательстве Avatar Press в 2010 году. Сюжетно комикс продолжает линию, начатую в The Courtyard, и является переосмыслением лавкрафтовских ужасов и мифов Ктулху. Позднее нарратив был продолжен графическим романом Providence.
В марте 2012 «Неономикон» стал первым лауреатом премии Брэма Стокера в новой номинации «Графический роман».

## Сюжет
Гордон Лампер и Меррил Брирс, агенты ФБР, посещают бывшего сослуживца Элдо Сакса в психиатрической лечебнице, куда он был помещён после совершения двух убийств. Они занимаются расследованием убийств с идентичным почерком и желают распросить Сакса о его мотивах, однако его речь представляет собой бессмысленную тарабарщину. Изучив материалы предыдущего расследования Сакса, Лампер и Брирс выходят на след наркоторговца по имени Джонни Каркоза, действующего в Ред-Хуке, Бруклин. Операция по захвату не удаётся: Каркоза исчезает. Обнаруженные в его квартире материалы выводят агентов на магазин в Салеме, Массачусетс.
Под прикрытием Лампер и Брирс внедряются в круг владеющих магазином сектантов — свингеров и фанатов Лавкрафта — и принимают участие в одной из оргий, предпринимаемых на регулярной основе в качестве ритуала по привлечению Глубоководных. В ходе оргии их разоблачают, и Лампер оказывается убит. Брирс становится жертвой группового изнасилования со стороны оккультистов, а затем и Глубоководного, с которым она оказывается заперта на протяжении нескольких дней. Во сне она оказывается в Р’льехе, где её посещает Джонни Каркоза, оказывающийся аватарой Ньярлатхотепа.
Глубоководный помогает Брирс сбежать из плена через связанный с океаном подводный туннель, по которому пришёл сам. Как выясняется позже, его побудило к этому осознание того, что Брирс беременна. Снова оказавшись на суше, она связывается с ФБР, и на магазин устраивают полноценный рейд. В ходе его выясняется, что члены культа перебиты Глубоководным, который с свою очередь погибает под огнём агентов.
Спустя три месяца Брирс снова навещает Сакса, демонстрируя знание Акло — нечеловеческого языка, на котором он говорит. В ходе их беседы становится ясно, что она забеременела от Глубоководного. Кроме того, Брирс выдвигает версию, что произведения Лавкрафта являются описанием событий, которые ещё не произошли, а Великим Древним только предстоит родиться. В полной мере это относится и к её будущему сыну, вестнику наступающего апокалипсиса.

## История создания
Вот как описывает её сам Мур в интервью журналу «Wired»:
Как раз в ту пору я окончательно разошёлся с DC Comics после жуткой истории, связанной с экранизацией «Хранителей» […] Скоро нужно было платить налоговой, и мне требовалось срочно заработать. И вот мне довелось разговориться с Уильямом [А. Кристенсеном] из Avatar Press, и он предложил мне контракт на серию из четырёх выпусков — я и согласился. И хотя согласился я, чтобы было чем заплатить налог, я, как всегда, постарался написать историю так хорошо, как только могу.https://www.wired.com/underwire/2010/08/alan-moore/all/1
Мур решил развить некоторые из идей, представленных в «The Courtyard», в то же время рассказав современную историю, никак не связанную с атмосферой тридцатых годов прошлого века. Кроме того, он задумывал ввести в историю некоторые элементы, которых, как он заметил, избегал и сам Лавкрафт, и его продолжатели — например, расизм или сексуальные девиации. Как объясняет он сам:
Лавкрафт был крайне щепетилен, когда речь заходила о сексе; мог лишь обмолвиться время от времени об «определённых безымянных ритуалах». С учётом того, что во многих его историях возникали нечеловеческие потомки, возникшие в результате этих «нечестивых обрядов», вполне очевидно, что секс каким-то образом в них замешан. Но явным образом он никогда не фигурировал в рассказах Лавкрафта — только лишь в виде скрытого подтекста. И вот я решил, давайте вернём обратно всё это дело с расовой нетерпимостью, давайте вернём секс. Давайте покажем кое-какие по-настоящему «безымянные ритуалы»: давайте дадим им имя.Алан Мур в интервью журналу “The Skinny”, http://www.theskinny.co.uk/article/100258-choose-your-reality-alan-moore-unearthed
Таким образом, в произведении мотивы творчества Лавкрафта деконструируются, приспосабливаясь к современным реалиям и воззрениям, и подчас оказываются полностью инвертированы. Так, протагонистом становится женщина, причём, в отличие от асексуальных протагонистов Лавкрафта, страдающая нимфоманией, её напарником оказывается чернокожий, и т. д. Само название обыгрывает эту модернизацию: на смену «Некрономикону», повествующему о том, что было, приходит повествование о том, что есть и будет.

## Издания
Комикс также издавался единым томом, как в мягкой, так и в твёрдой обложке. Обе версии также включают цветную версию «The Courtyard».
- «Neonomicon» (176 страниц, твёрдый переплёт, ноябрь 2011, ISBN 1-59291-131-5)
- «Neonomicon» (176 страниц, бумажная обложка, ноябрь 2011, ISBN 1-59291-130-7)